# Stratégies de déviation des astéroïdes

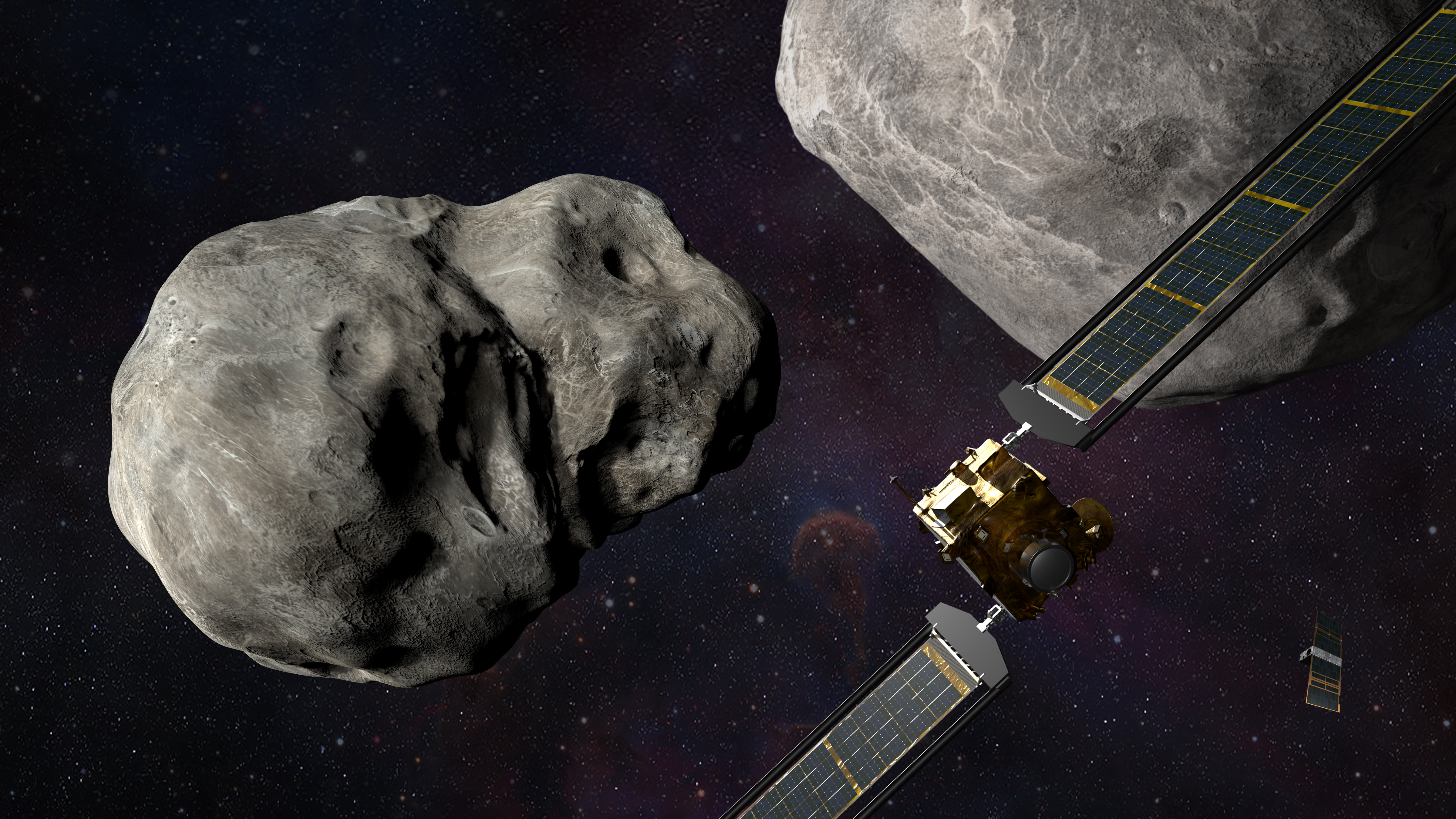
La mission de la NASA DART lancée fin 2021 est la première à expérimenter une méthode de déviation d'un astéroïde géocroiseur par impact cinétique (vue d'artiste de l'engin spatial en approche de l'astéroïde sur lequel il va s'écraser).

Les stratégies de déviation des astéroïdes sont les méthodes qui pourraient  être utilisées pour détourner un  astéroïde ou une comète qui serait sur une trajectoire de collision avec la Terre (objets géocroiseurs) et dont la taille pourrait produire des dégâts jugés trop importants. Des géocroiseurs percutent à intervalle régulier notre planète. Si les plus petits de ces objets n'occasionnent aucun dégât, ceux dont la taille dépasse quelques dizaines de mètres peuvent faire de nombreuses victimes mais leur fréquence est très faible. Au-delà d'un diamètre d'un kilomètre, l'impact peut avoir des répercussions planétaires.
Depuis la fin des années 1990, cette menace est prise en compte par certaines organisations gouvernementales, en particulier par l'agence spatiale américaine, la NASA, qui comme l'Agence spatiale européenne a mis sur pied un programme de défense planétaire dont le premier objectif a été de lancer des programmes d'observation destinés à recenser les astéroïdes géocroiseurs dont le diamètre est supérieur à un kilomètre puis à 140 mètres. Des stratégies permettant d'éviter une catastrophe ont été élaborées. Pour empêcher l'impact d'un astéroïde, il faut dévier sa trajectoire. Plusieurs méthodes, qui nécessitent d'être testées, ont été identifiées : impacteur, tracteur gravitationnel, modification de l'effet Yarkovsky, etc. La NASA a développé la mission DART, lancée le 23 novembre 2021 et qui a permis d'évaluer l'effet d'un impact sur un petit astéroïde après avoir percuté le 26 septembre 2022 la surface du petit astéroïde Dimorphos (160 mètres de diamètre), qui orbite autour de l'astéroïde (65803) Didymos.

## Contexte

### Objets géocroiseurs

Objets géocroiseurs connus en janvier 2018
vidéo, (55 secondes, 23 juillet 2018).

L'orbite de ces astéroïdes ou comètes - également désignés par leur acronyme anglais NEO (Near-Earth object) - présente la particularité de couper celle de la Terre ou de s'en approcher de très près.
Un objet géocroiseur - également désignés par leur acronyme anglais NEO (Near-Earth object) - est un astéroïde ou une comète du système solaire que son orbite autour du Soleil amène à faible distance de l'orbite terrestre, et donc potentiellement à proximité de la Terre. Compte tenu de leur masse et de leur vitesse, les objets géocroiseurs peuvent entrainer une catastrophe humaine majeure — éventuellement planétaire — même si la probabilité d'un tel impact est extrêmement faible.
La menace constituée par ces objets célestes a commencé à être prise en compte aux États-Unis à la fin des années 1990. Des campagnes d'observation menées à l'aide de télescopes basés sur Terre sont menées depuis cette époque. Par ailleurs la NASA développe deux missions spatiales chargées de limiter le risque : NEO Surveyor est un observatoire spatial consacré pour la première fois à la détection de ces objets (date de lancement vers 2026) tandis que DART (lancement en 2021) a testé avec succès la méthode de l'impacteur pour dévier un astéroïde d'une trajectoire de collision avec la Terre.
Les programmes d'observation détectent chaque année plus de 2 000 nouveaux objets géocroiseurs : en septembre 2019, le nombre total de ces objets atteignait le chiffre de 21 000 dont une centaine de comètes (NEC, Near Earth Comets) le solde étant constitué d'astéroïdes géocroiseurs (NEA, Near Earth Asteroids). Le recensement des objets les plus gros (plus d'un kilomètre de diamètre) est pratiquement achevé mais seulement 40 % des astéroïdes de plus de 140 mètres ont été découverts.

### Conséquences d'un impact

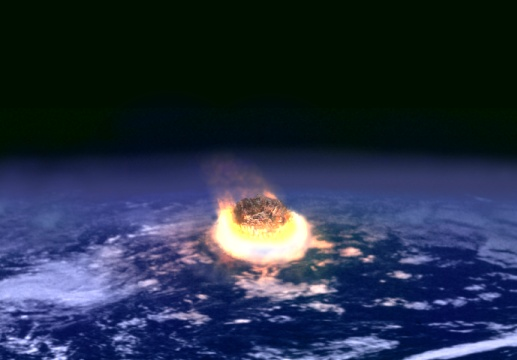
Illustration d'artiste d'un impact majeur entre un astéroïde et la Terre.

Un impacteur suffisamment massif, astéroïde ou comète, lorsqu'il entre en collision avec la Terre, peut provoquer de gigantesques tsunamis ou soulever d'énormes quantités de poussière dans l'atmosphère, bloquant les rayons solaires et entraînant un hiver artificiel. Il y a 65 millions d'années, une collision entre la Terre et un objet d'environ 10 km de diamètre aurait entraîné l'extinction du Crétacé.
En théorie, la probabilité d'un tel événement est faible, mais des évènements récents, comme la collision de la comète Shoemaker-Levy 9 avec Jupiter ou la menace de l'astéroïde géocroiseur (99942) Apophis (à un moment classé au niveau 4 sur l'échelle de Turin), ont attiré l'attention des scientifiques — et du public — sur cette menace. Des avancées technologiques permettent d'imaginer certaines options de défense.

## Méthodes de déviation des objets géocroiseurs
| Méthode                                    | Maturité technologique | Transfert d'énergie |
| ------------------------------------------ | ---------------------- | ------------------- |
| Techniques impulsives                      |                        |                     |
| Impact cinétique                           | Élevé                  | Élevé               |
| Explosion nucléaire à distance             | Élevé                  | Très élevé          |
| Explosion nucléaire en surface             | Élevé                  | Très élevé          |
| Explosion nucléaire en sous-sol            | Moyen                  | Élevé               |
| Techniques de poussée lente                |                        |                     |
| Tracteur gravitationnel                    | Moyen                  | Faible              |
| Tracteur gravitationnel amélioré           | Faible                 | Moyen               |
| Déflexion par faisceau d'ions              | Moyen                  | Moyen               |
| Ablation par rayonnement solaire concentré | Faible                 | Moyen               |
| Ablation par laser pulsé                   | Faible                 | Moyen               |
| Catapulte                                  | Faible                 | Moyen               |
| Poussée directe                            | Faible                 | Moyen               |
| Augmentation de l'effet Yarkovsky          | Très faible            | Très faible         |

Plusieurs méthodes ont été imaginées pour dévier un objet géocroiseur afin d'éviter qu'il ne s'écrase sur la Terre mais seul l'impact cinétique a fait l'objet d'une expérimentation réelle. Toutes ces méthodes ont pour objectif de modifier légèrement l'orbite de l'objet géocroiseur en appliquant une poussée ponctuelle sur le corps céleste. Il suffit que l'objet géocroiseur soit modifié de manière à couper l'orbite terrestre 7 minutes (temps mis par la Terre pour parcourir une distance égale à son diamètre) plus tôt ou plus tard pour éviter l'impact. On distingue les techniques impulsives qui ont recours à un impacteur cinétique se déplaçant à grande vitesse ou à une bombe nucléaire, des techniques de traction ou poussée lente. Si la poussée est ponctuelle (technique impulsive), il est préférable d'appliquer celle-ci lorsque le corps se trouve près de son aphélie (apogée) car elle est alors plus efficace. Si, au contraire, on choisit d’exercer une poussée plus faible mais continue, celle-ci doit être appliquée longtemps avant la collision anticipée. Plus la correction de la trajectoire débute tôt, moins celle-ci a besoin d'être importante. Le champ d'application d'une méthode dépend du diamètre/masse du géocroiseur et du délai dont on dispose : certaines méthodes permettent de déplacer des objets de plus grande taille (colonne transfert d'énergie du tableau à droite). Les méthodes lentes nécessitent de disposer de plusieurs années ou décennies pour que l'effet produit soit suffisant. Par ailleurs les méthodes de poussée lente ont une maturité technique moyenne à faible contrairement aux techniques impulsives qui reposent sur des techniques éprouvées.
Les principales méthodes étudiées sont les suivantes :

## Impacteur cinétique
La première méthode de déviation, testée par la mission  DART de la NASA lancée en 2021 et qui a été déjà implémentée dans un objectif tout autre (analyse de la structure et de la composition d'une comète) par la sonde spatiale Deep Impact de la NASA, consiste à lancer un engin spatial contre l'objet géocroiseur. La vitesse de l'astéroïde est modifiée du fait de la loi de la conservation de la quantité de mouvement :
{\displaystyle M_{1}\times {\vec {V_{1}}}+M_{2}\times {\vec {V_{2}}}=(M_{1}+M_{2})\times {\vec {V_{3}}}}
avec {\displaystyle M_{1}} la masse de l'engin spatial, {\displaystyle M_{2}} la masse du corps céleste, {\displaystyle {\vec {V_{1}}}} le vecteur vitesse de l'engin spatial, {\displaystyle {\vec {V_{2}}}} le vecteur vitesse du corps céleste avant l'impact et {\displaystyle {\vec {V_{3}}}} le vecteur vitesse du corps céleste (avec l'engin spatial écrasé dessus) après l'impact.
Les résultats de la méthode de l'impact présentent plusieurs inconnues. La principale découle de nos connaissances limitées de la structure et de la composition des astéroïdes et de l'incidence de ces caractéristiques sur la transmission de l'énergie cinétique. Les missions spatiales Hayabusa 2 et OSIRIS-REx, qui ont étudié des astéroïdes carbonés, ont découvert que ces mondes étaient très poreux avec une densité proche de  celle de l'eau. L'énergie d'un impacteur venant frapper ce type d'astéroïde sera en partie dissipé par l'écrasement des parties poreuses. Le rôle de ce facteur sur l'efficacité d'un impact est mal modélisé. En deçà d'un délai de préavis de quelques mois (dépend de la masse du géocroiseur), on ne dispose pas de suffisamment de temps pour modifier la trajectoire à l'aide de cette méthode car il faut disposer d'un impacteur d'une masse incompatible avec les capacités d'un lanceur (pour défléchir un géocroiseur de 130 mètres de diamètre ayant une densité de 1,5 en produisant l'impact trois mois à l'avance, il faut que l'impacteur ait une masse de 294 tonnes).

### DART: première mission testant une méthode de déviation
L'agence spatiale américaine, la NASA a lancé fin novembre 2021 la mission DART qui testa pour la première fois une méthode permettant de dévier un astéroïde susceptible de s'écraser sur la Terre (astéroïde géocroiseur). L'objectif était d'évaluer l'utilisation de l'impact cinétique d'un engin spatial pour modifier la trajectoire de l'astéroïde de manière qu'il évite la Terre. La mission fait partie du programme de défense planétaire de l'agence spatiale américaine mis sur pied à compter de la fin des années 1990 et qui comprend également le recensement exhaustif des astéroïdes géocroiseurs présentant un risque notable de par leur taille à l'aide d'observatoires terrestres et spatiaux.
Pour évaluer la méthode de l'impact cinétique, les 550 kilogrammes de la sonde spatiale DART ont été lancés à la vitesse de 23 700 km/h sur la surface du petit astéroïde Dimorphos (160 mètres de diamètre), qui orbite autour de l'astéroïde (65803) Didymos. La modification de la période orbitale de Dimorphos autour de Didymos résultant de l'impact devait permettre d'affiner les modèles existants en précisant l'incidence aujourd'hui mal maitrisée de paramètres tels que la structure de l'objet percuté (porosité), la nature des matériaux dont il est constitué ainsi que la valeur de la poussée supplémentaire fournie par les éjectas projetés dans l'espace. Aucun des deux astéroïdes ne se trouve sur une trajectoire d'impact avec la Terre avant comme après ce test.
DART est un engin spatial de 610 kilogrammes au lancement équipé d'une caméra et d'un moteur ionique. Il fut développé par le  laboratoire APL. Il est placé sur une orbite héliocentrique le 23 novembre 2021 et a percuté Dimorphos fin septembre 2022. Des observatoires terrestres ainsi que le nano-satellite LICIACube accompagnant l'engin spatial principal ont collecté des images et des données permettant de mesurer le résultat de l'impact qui a lieu le 26 septembre 2022 à 23 h 14 (UTC).
Des observations complémentaires doivent être réalisées sur place par Hera, mission développée par l'Agence spatiale européenne qui doit décoller en 2024 et doit se placer en orbite autour de Didymos vers 2026.

Méthode de l'impacteur cinétique
Collision en 2005 de la sonde spatiale Deep Impact avec la comète Tempel 1.
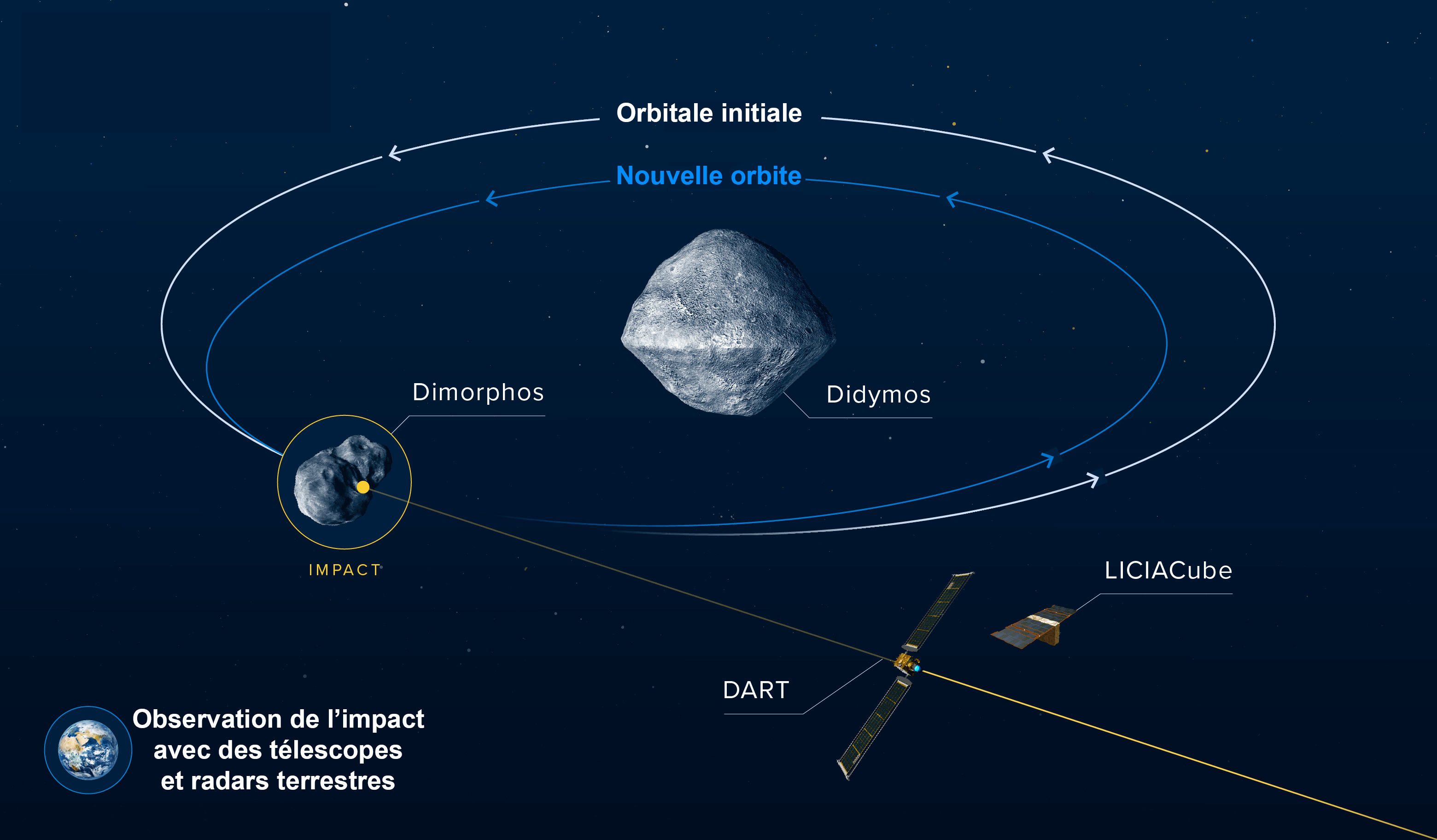
Déroulement de la mission DART destinée à tester une méthode de modification de l'orbite d'un objet géocroiseur.

### Les projets chinois
La Chine prévoit actuellement de développer une mission lui permettant de maitriser les technologies de l'impacteur cinétique en développant une mission analogue au duo DART/Hera. Développée par le conglomérat aérospatial chinois du CASC, la mission, baptisée provisoirement  Near-Earth Asteroid Defence System Experimental Test, comprendrait deux engins spatiaux distincts, le premier étant chargé de s'écraser sur l'astéroïde 2020 PN1 (géocroiseur de type Aten) dont le diamètre est compris entre 10 et 50 mètres, le second étant chargé d'observer le déroulement de l'impact et ses conséquences. La mission sera lancée en 2026.
Pour parvenir à dévier les astéroïdes réellement dangereux pour la civilisation humaine, ceux dont le diamètre dépasse 400 mètres, il est nécessaire d'augmenter fortement la masse de l'impacteur cinétique. Le Centre national des sciences spatiales (NSSC) et deux autres centres de recherche chinois ont présenté en 2021 un concept baptisé AKI ( Assembled Kinetic Impactor) : pour cette mission le deuxième étage de la fusée Longue Marche 5 reste solidaire de celui de l'impacteur cinétique ce qui ajoute 8,75 tonnes aux 2,5 tonnes de l'impacteur. Il faudrait toutefois entre 10 et 20 impacteurs AKI pour dévier l'astéroïde Bénou de 500 mètres de diamètre. Un autre projet proposé par les mêmes institutions et baptisé EKI (Enhanced Kinetic Impactor) reposerait sur un engin spatial qui irait prélever un rocher de 200 tonnes à la surface d'un astéroïde à l'aide d'un dispositif de capture analogue à celui prévu pour la mission américaine Asteroid Redirect Mission (annulée). Le rocher serait ensuite placé sur une trajectoire de collision avec l'astéroïde à dévier. La sonde spatiale EKI aurait une masse totale de 8 tonnes et utiliserait des moteurs ioniques. Selon les calculs de ses concepteurs, la mission EKI d'une durée de 4 ans serait capable de dévier un astéroïde de la taille d'Apophis mais nécessiterait de disposer de beaucoup de temps avant la date de l'impact.
Une autre étude chinoise très futuriste consiste à bâtir une ligne de défense contre les astéroïdes géocroiseurs au niveau de la Lune. Un télescope serait installé à chaque pôle de la Lune et trois intercepteurs seraient pré-positionnés aux points de Lagrange L3, L4 et L5 du système Terre-Lune. Un tel système permettrait de dévier des astéroïdes (de petite taille) avec un préavis de seulement une semaine.

## Explosion nucléaire
Une méthode popularisée par le cinéma (Armageddon) consiste à provoquer une explosion nucléaire destinée à fragmenter l’astéroïde. Cette solution est techniquement réalisable mais elle présente de grands inconvénients. Ses effets sont incontrôlables et son efficacité reste à démontrer. Ce serait une solution à envisager en dernier recours.
Une méthode plus efficace consisterait à faire exploser une charge nucléaire à la surface ou à faible distance du géocroiseur de manière à lui transmettre une impulsion sans le fragmenter. Cette technique soulève deux problèmes : d'une part il faut parvenir à contrôler le vecteur de l'impulsion générée et d'autre part l'explosion d'une charge nucléaire peut soulever des problèmes politiques. Il s'agit d'une solution à envisager lorsque le délai de préavis est très faible.

## Poussée lente
Plusieurs méthodes reposant sur une poussée lente exercée sur de longues périodes (années/décennies) sont envisagées. Elles ne peuvent être mises en œuvre que sur de petits géocroiseurs à condition de disposer d'un délai important. La maturité des technologies utilisées est faible : 
- Le tracteur gravitationnel est une méthode qui utilise l'attraction gravitationnelle mutuelle entre le géocroiseur et un engin spatial. Ce dernier se maintient à une distance constante du géocroiseur en utilisant une propulsion électrique. Par sa masse il exerce une force très légère sur l'astéroïde qui dans la durée modifie suffisamment l'orbite. Un engin spatial de 20 tonnes pourrait par cette méthode dévier suffisamment un astéroïde de 200 mètres en séjournant durant un an près de celui-ci à condition d'effectuer cette opération 20 ans avant l'impact prévu[7].
- L'utilisation de l'effet Yarkovsky, qui est une force produite par l'écart entre l'absorption solaire et l'émission thermique par rayonnement. Cette force qui contribue en permanence à façonner l'orbite du géocroiseur peut être modifiée par exemple en interposant un écran entre le Soleil et l'astéroïde ou en modifiant l'albédo de celui-ci (par exemple en déposant un revêtement noir ou blanc sur sa surface). L'intensité de cette force est très faible mais elle peut avec le temps permettre d'obtenir la déviation souhaitée.
- Une autre méthode consisterait à installer sur un astéroïde de petite taille un système propulsif pour modifier sa trajectoire et aller percuter le géocroiseur menaçant la Terre. Cette méthode est toutefois complexe à mettre en œuvre et ses effets sont non contrôlables.
- La déviation par soufflage consiste à positionner un engin spatial à faible distance de l'astéroïde et à diriger un moteur ionique vers la surface de l'astéroïde. Les ions éjectés viennent rebondir sur la surface de l'astéroïde et exercent une poussée sur celui-ci. L'engin spatial dispose d'une autre propulsion dirigée dans le sens inverse pour neutraliser le mouvement produit par le premier moteur. Avec un moteur ionique ayant une impulsion spécifique de 3 000 secondes, une déviation peut être obtenue au bout d'un an avec un engin spatial de 2 tonnes. Si le moteur a une impulsion spécifique de 10 000 secondes, la masse de l'engin spatial peut être divisée par deux[7].

## Destruction de l'objet géocroiseur
En dernier recours, si aucune des méthodes de déviation ne peut fonctionner (principalement parce qu'on ne dispose pas du temps nécessaire), on peut tenter de détruire l'objet géocroiseur à l'aide d'une bombe nucléaire de manière que les débris soient suffisamment petits pour ne pas présenter à leur tour une menace pour la Terre.

## Stratégie de déviation dans la culture populaire
Le personnage de Superman est souvent amené à détourner de gros astéroïdes grâce à sa capacité de voler et sa supper-force.
Dans le roman Étoiles, garde-à-vous ! ainsi que son adaptation au cinéma, Starship Troopers, le casus belli à l'origine du conflit armée entre l'humanité et la race extraterrestre des Arachnides se trouve être la destruction de Buenos Aires provoquée par la chute d'un astéroïde, dévié par ces derniers. 
Dans le film Don't Look Up, la présidente des États-Unis décide dans un premier temps de faire dévier la comète « tueuse de planètes » en envoyant une navette se poser sur cette dernière pour y faire exploser un missile nucléaire.